# Couch gag
Couch gag, ungefär soffskämt, är ett stående skämt i introt av den amerikanska tecknade komediserien Simpsons. Det ändras från avsnitt till avsnitt och brukar utspela sig vid familjens soffa i vardagsrummet. I introt till serien visas hur familjen var för sig beger sig hemåt. Bart och hans syster lämnar skolan, pappan Homer lämnar jobbet, mamman Marge och lillasyster Maggie kommer från affären. De anländer ungefär samtidigt och ska ta plats i soffan för att se på TV. Nästan alla couch gag handlar om att något blir fel eller absurt när familjen ska in i vardagsrummet och sätta sig i soffan. Från och med avsnitt 10 i den tjugonde säsongen 2009 uppdaterades introt. Bland annat byttes familjens TV mot en platt-TV.
Ungefär hälften av alla couch gag i en säsong är nya och resten är upprepningar. De flesta couch gag blir använda minst två gånger, den andra förekommer vanligen i samma säsong som den första. De flesta "Treehouse of Horror"-avsnitten innehåller inget couch gag. The Simpsons: Filmen har heller inget couch gag i introt.

## Historia
Det första avsnittet, "Simpsons Roasting on an Open Fire" (avsnitt 7G08), hade inget couch gag. Istället var det andra avsnittet, "Bart the Genius," det första att ha ett couch gag. När familjen sitter i soffan, blir Bart utklämd och flyger upp i luften, när TV:n visas i bild trillar han ner igen. Det är hittills det enda couch gaget som fortsätter efter att TV:n visas.
Vissa couch gags har gjorts av folk utanför studion. För avsnittet "MoneyBart" hade man tagit hjälp av Banksy. I avsnitten "Bart Stops to Smell the Roosevelts" och "Treehouse of Horror XXVI" gjordes avsnittens couch gags av animatören John Kricfalusi. Andra som bidragit till couch gags är Guillermo del Toro till "Treehouse of Horror XXIV", Sylvain Chomet till "Diggs", Don Hertzfeldt till "Clown in the Dumps" och Eric Goldberg till "Fland Canyon".